# Miranda Wilson (Cellistin)
Miranda Clare Wilson (* 1979 in Wellington, Neuseeland) ist eine neuseeländisch-US-amerikanische Cellistin und Musikpädagogin. Sie lehrt und forscht seit 2010 als Professorin für Cello an der Universität Idaho.

## Familie und Ausbildung
Miranda Wilson wuchs auf in Wellington, Neuseeland. Bereits ihre Eltern waren als Musiker tätig; die Mutter als Pianistin und der Vater als Opernsänger. Wilson erhielt ihren ersten Cellounterricht bei Judy Hyatt in Wellington; ihr Studium und die weitere musikalische Ausbildung führten sie u. a. nach London und in die USA. Zu ihren späteren Lehrerinnen und Lehrern zählten Rolf Gjelsten und die Mitglieder des New Zealand String Quartet, Natalia Pavlutskaya, Alexander Ivashkin, Phyllis Young, András Fejér und die Mitglieder des Takács-Quartetts sowie Judith Glyde.
Sie erlangte einen Bachelor of Music von der University of Canterbury in Neuseeland (1999), einen Master of Music vom Goldsmiths College der University of London (2000) und den Doctor of Musical Arts der University of Texas at Austin mit einer Arbeit über die Cellosonate von Dmitri Schostakowitsch und deren Bezüge zum sozialistischen Realismus (2005). In ihrer Ausbildung wurde sie u. a. als Stipendiatin im Fulbright-Programm, von der New Zealand Federation of Graduate Women, und mit einem British-Airways-Reisestipendium gefördert.
Wilson lebt heute in Moscow, Idaho, und ist mit dem Trompeter Sean Butterfield verheiratet. Das Paar hat eine gemeinsame Tochter.

## Musikalischer und beruflicher Werdegang
Mit 16 Jahren debütierte sie als Solistin mit dem Elgar-Cellokonzert, begleitet vom Orchester Wellington. Als Cellistin war sie aber überwiegend kammermusikalisch aktiv und war 2006 Gründungsmitglied des Tasman String Quartet. Das neuseeländische Streichquartett hatte weltweite Auftritte und gewann Preise und Auszeichnungen bei mehreren Kammermusikwettbewerben. Wilson und ihr Quartett wurden als Artists in Residence u. a. beim Aspen Music Festival and School, der Auburn University in Alabama und der University of Colorado Boulder gefördert und studierten beim Takàcs-Quartett.
2010 verließ Wilson das Quartett, um eine Professur an der Lionel Hampton School of Music der Universität Idaho zu übernehmen. Wilson unterrichtet dort Cellospiel, Kammermusik und Musiktheorie. Sie forscht und publiziert insbesondere zu praktischen Fragen und zum Repertoire des Cellospiels sowie zur Pädagogik der Streichinstrumentenunterrichts. Sie ist außerdem Gründerin und Direktorin der University of Idaho Music Preparatory Division und künstlerische Leiterin des von der Universität Idaho ausgerichteten Idaho Bach Festivals.
Wilson spielt neben einem „klassischen“ Cello aus Holz auch zwei Celli aus Carbonfasern, eines davon ist ein Violoncello piccolo mit fünf Saiten, d. h. einer zusätzlichen e-Saite, welches für die 6. Solo-Suite für Violoncello von Johann Sebastian Bach benötigt wird und das speziell für Wilson angefertigt wurde. Von ihrem Projekt, alle sechs Solo-Suiten von Johann Sebastian Bach neu zu erarbeiten und hintereinander in einem Konzert aufzuführen, berichtet sie in ihrem 2022 erschienenen, viel beachteten Buch The Well-Tempered Cello: Life with Bach’s Cello Suites.

## Aufnahmen
- Sofia Gubaidulina, “Quaternion” for four Cellos. Alexander Ivashkin, Natalia Pavlutskaya, Rachel Johnston, Miranda Wilson, auf Gubaidulina: Works for Cello, Colchester, Essex, United Kingdom: Chandos Records, CHAN 9958, 2001.
- Wondrous Love: Works for Solo Cello: Ernest Bloch, Suites No. 1, 2 & 3; Daniel Bukvich, Variations on “What Wondrous Love is This?” and Phantasy on a Theme of Purcell. Albany, New York: Albany Records, TROY 1534, 2014.
- Édouard Lalo, Cellosonate in a-Moll, Miranda Wilson (Cello) & Rachel Thomson (Piano), Aufnahme vom 15. Juli 2018, Radio New Zealand.
- Frédéric Chopin, Cellosonate in g-Moll, op. 65, Miranda Wilson (Cello) & Rachel Thomson (Piano), Aufnahme vom 15. Juli 2018, Radio New Zealand.
- Louise Farrenc, Cellosonate in B-Dur, op. 46, Miranda Wilson (Cello) & Rachel Thomson (Piano), Aufnahme vom 15. Juli 2018, Radio New Zealand.

## Publikationen
- Shostakovich's Cello sonata: its genesis related to socialist realism, Treatise for the Degree of Doctor of Musical Arts, The University of Texas at Austin ProQuest Dissertations Publishing, 2005.
- Cello Practice, Cello Performance, Lanham: Rowman & Littlefield Publishers, 2015, ISBN 978-1-4422-4676-8.
- The Well-Tempered Cello: Life with Bach’s Cello Suites, Austin: Fairhaven Press, 2022, ISBN 978-1-62992-046-7.
- (mit Dijana Ihas und Gaelen McCormick) Teaching Violin, Viola, Cello, and Double Bass Historical and Modern Pedagogical Practices, New York: Routledge, 2023, ISBN 978-0-367-72475-7.
- Notes for Cellists: A Guide to the Repertoire, Oxford: Oxford University Press, 2024, ISBN 9780197623732.